# 马马-丘亚区
马马-丘亚区（俄语：Мамско-Чуйский район）是俄罗斯联邦伊尔库茨克州下辖的一个区，其行政中心为马马。据2016年统计，该区的人口为4374人。